# باب فابری

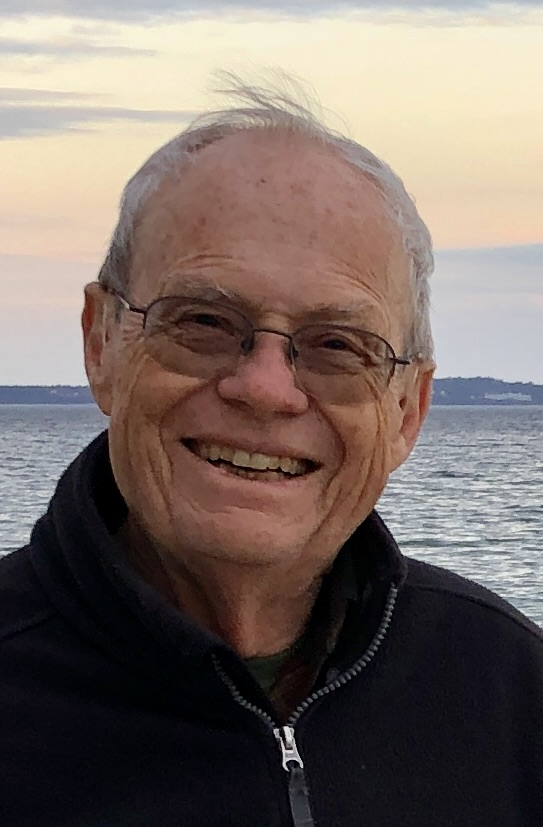
باب فابری

باب فابری (به انگلیسی: Bob Fabry) یک دانشمند علوم رایانه در دانشگاه کالیفرنیا، برکلی بود. او ابتدا موفق شد یک مجوز یونیکس از دانشگاه موسسه فناوری ماساچوست دریافت کند. سپس موفق شد حمایت مالی دارپا را برای پروژه‌ای که قرار بود تغییرات و بهبودهایی بنیادی در یونیکس ای‌تی‌اندتی به وجود آورد، جلب کند. او گروه تحقیقاتی سیستم‌های رایانه‌ای را برای کار بر روی این پروژه بنیان نهاد و این گروه بی‌اس‌دی یونیکس را توسعه دادند.